# Серкл-Хот-Спрингс (аэропорт)
Аэропорт Серкл-Хот-Спрингс (англ. Circle Hot Springs Airport), (ИАТА: CHP, FAA LID: CHP) — государственный гражданский аэропорт, обслуживающий авиарейсы района Серкл-Хот-Спрингс (Аляска), США.

## Операционная деятельность
Аэропорт Серкл-Хот-Спрингс занимает площадь в 15 гектар, располагается на высоте 291 метр над уровнем моря и эксплуатирует одну взлётно-посадочную полосу:
- 8/26 размерами 1113 x 24 метра с гравийным покрытием.[1]

За период с 31 декабря 2005 года по 31 декабря 2006 года Аэропорт Серкл-Хот-Спрингс обработал 3 600 операций взлётов и посадок самолётов (300 операций ежемесячно). Из них 72 % пришлось на авиацию общего назначения и 28 % заняли рейсы аэротакси.